# Ігровий фільм

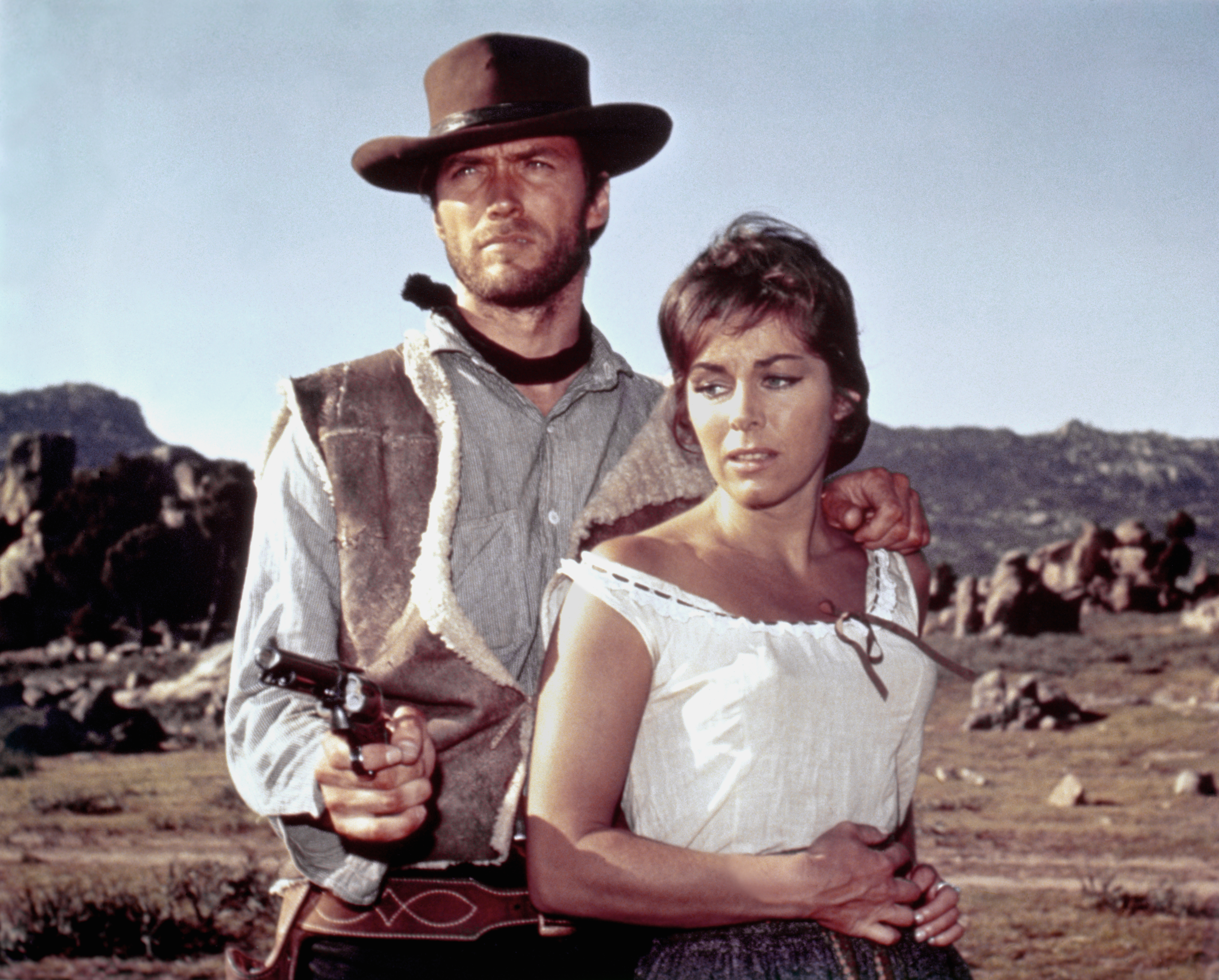
Ігрові фільми (наприклад, «За жменю доларів») використовують фотографію, щоб зобразити обстановку і персонажів так, як вони з'являються в житті. У цьому прикладі Клінт Іствуд і Маріанне Кох з'являються в реальному місці.

Ігрове кіно (англ. Live action) — вид кіномистецтва, різновид художнього кіно. Ігровий фільм — твір, що має в основі сюжет, втілений у сценарії та інтерпретований режисером, який створюється за допомогою акторської гри, операторського та інших мистецтв. Ігрове кіно протиставляється неігровому кіно, що включає документальне кіно, мультиплікацію і науково-популярне кіно, а також художні фільми з глибокою проблематикою. В окремих фільмах можливе змішання гри акторів і документалістики (художньо-документальне кіно). Також можливе створення мультфільмів із включенням гри акторів (наприклад, «Новий Гуллівер», «Хто підставив кролика Роджера?»), як і участь акторів у неігрових фільмах. Ігрові фільми, як правило, мають суто розважальний характер і не містять глибокого сенсу, хоча й можуть просувати ті чи інші ідеї.

## Жанри ігрового кіно
Щиро кажучи, у кіно немає єдиного загальноприйнятого набору жанрів (як, наприклад, у живописі), за яким можна було б точно класифікувати всі кінофільми. Крім того, більшість художніх кінофільмів можна сміливо віднести до більш ніж одного жанру. Як правило, до ігрових фільмів належать кінокомедії, пригодницькі фільми, бойовики, детективи, фільми-катастрофи, фантастика (наукова, супергеройські фільми), фентезі, трилери, фільми жахів. Трагедії, драматичні та соціально-психологічні фільми до ігрових частіше не належать, хоча, наприклад, мелодрами мають багато характерних ознак ігрового фільму. До ігрових можуть належати також деякі історичні фільми (зазвичай комедійні або пригодницькі).